# Afasia progresiva primaria
La afasia progresiva primaria (APP) o «afasia de Mesulam» es una enfermedad neurodegenerativa poco frecuente caracterizada por un deterioro progresivo del lenguaje, manteniéndose relativamente preservadas el resto de las funciones cognitivas, instrumentales o conductuales. Los estudios neuropatológicos muestran una atrofia local de las zonas corticales frontal y temporal, por lo que se considera un síndrome demencial asociado a una degeneración lobular frontotemporal.

## Etimología
Aunque se considera que la primera descripción de esta patología fue desarrollada por Arnold Pick en el año 1892, el término fue acuñado por Mesulam en 1982,
 tras realizar un estudio sobre seis pacientes que mostraban un deterioro progresivo de la función lingüística en términos similares a los pacientes afásicos. A diferencia de lo que ocurre en el caso de otras enfermedades degenerativas como la enfermedad de Alzheimer o la enfermedad de Pick, estos pacientes no mostraban deterioro en otras áreas cognitivas o conductuales, limitándose su afectación a la función lingüística. No obstante, en revisiones posteriores de su investigación, el propio Mesulam descubrió que al menos una tercera parte de los sujetos mostraban una enfermedad de Alzheimer subyacente.

## Clasificación
Dada la heterogeneidad de los síntomas que pueden presentarse bajo las distintas formas de APP, actualmente aún existe cierta controversia al respecto de si la APP supone una entidad patológica independiente, o si más bien puede entenderse como una forma heterogénea de una demencia generalizada. Mesulam estableció una distinción entre el subtipo fluente, y el subtipo afasia progresiva no fluente. Estudios recientes han sugerido la posibilidad de la existencia de un tercer tipo llamado «afasia primaria progresiva logopénica», con un lenguaje no fluido, gramática y articulación conservadas, predominio característico de repeticiones, buena comprensión de frases (pero no de palabras aisladas), y un cierto grado de anomia.

## Etiología
Como trastorno primario, no tiene un origen definido por una causa concreta, al contrario que ocurre con las afasias secundarias que pueden ser debidas a traumatismos, accidentes cerebrovasculares, ictus, etc. No se han encontrado evidencias de que exista un componente hereditario en el desarrollo de la enfermedad, aunque algunos estudios sugieren que los familiares cercanos de personas que sufran algún tipo de degeneración lobular frontotemporal (incluyendo la APP) tienen un riesgo ligeramente superior de desarrollar cualquiera de estos trastornos degenerativos relacionados.

## Cuadro clínico
Como se ha visto, la APP se caracteriza por albergar un conjunto heterogéneo de manifestaciones. Neary, Snowden y Mann (1993) realizaron un estudio post mortem sobre 19 pacientes con APP, con base en el cual proponen una clasificación basada en tres perfiles sintomáticos y neuropatológicos:
- Perfil A: Anomia / No fluente. Afectación de la repetición y déficits de comprensión. Los estudios realizados con SPECT sugieren hipoperfusión en el lóbulo temporal izquierdo. Atrofia localizada en el hipocampo, amígdala, caudado, putamen, globo pálido y tálamo izquierdos.
- Perfil B: Anomia + Dificultades de comprensión / Fluente. A pesar de los déficits en comprensión, la repetición, la escritura al dictado y la lectura en voz alta se encuentran preservadas. Sugiere afectación bitemporal. Cambios anatomopatológicos similares a los del primer caso, salvo una dilatación de los ventrículos laterales.
- Perfil C: Perfil intermedio entre los grupos A y B. Notables cambios conductuales. Se encuentra una hipoperfusión asimétrica izquierda en el cerebro anterior.

## Diagnóstico
Además de los criterios estándar para el diagnóstico de una demencia degenerativa, a la hora de establecer un diagnóstico de APP se debe constatar la presencia de los siguientes síntomas (Weintraub, Rubin y Mesulam, 1990; Weintraub y Mesulam, 1993):
- Un historial previo de al menos dos años de evolución del deterioro de la función lingüística.
- Una afectación severa del rendimiento en el área del lenguaje constatada mediante la aplicación de pruebas específicas, junto a una relativa preservación del resto de funciones cognitivas (memoria, juicio, razonamiento abstracto y habilidades visoespaciales) igualmente contrastada mediante evidencias empíricas.
- Independencia en las actividades de la vida diaria durante las primeras fases de la enfermedad.

## Técnicas de neuroimagen
A través de estudios realizados mediante técnicas diagnósticas de neuroimagen, se han alcanzado las siguientes conclusiones:
- Las técnicas electroencefalográficas indican cierta lentitud en la zona temporal izquierda. La interpretación de estos datos debe hacerse cuidadosamente, puesto que esta lentitud es una característica propia de los estados de edad avanzada.
- La tomografía axial computerizada muestra un cierto grado de atrofia en la zona perisilviana izquierda, así como un aumento de la cisura silviana del mismo lado.
- Las exploraciones por resonancia magnética confirman los resultados obtenidos con la TC, si bien presentan un mayor grado de precisión al determinar más concretamente el grado de pérdida de volumen. Los estudios con RM en tres dimensiones sitúan esta pérdida en torno al 2,8%, en lo que al volumen hemisférico izquierdo se refiere.
- La tomografía por emisión de positrones resulta de utilidad para identificar zonas de actividad metabólica disminuida, hallándose una diferencia considerable entre ambos hemisferios. Así, el hemisferio izquierdo presenta un hipometabolismo focal restringido a las áreas perisilvianas, lo cual supone una diferencia respecto al hipometabolismo típicamente encontrado en los casos de Alzheimer, de tipo parieto-temporal bilateral, lo que contribuye a dar credibilidad a la APP como entidad diagnóstica independiente.